# Plac Litewski w Lublinie
Plac Litewski – plac w centrum Lublina o powierzchni ok. 35 tys. m², powstały w latach 20. XIX wieku w celu urządzania parad wojskowych. Od jego pierwotnego przeznaczenia pochodzi dawna nazwa – plac Musztry. Plac Litewski jest centralnym miejscem w Lublinie, odbywają się tam ceremonie państwowe, happeningi i inne imprezy. W rejestrze zabytków nieruchomych plac Litewski nosi numer A/588 i został do niego wpisany 10 kwietnia 1972 roku.

## Historia

### Do 1918
W XVI wieku przez dzisiejszy plac prowadziła droga ku mostowi na Czechówce, do traktu na Warszawę. W tamtym czasie tereny te należały do Radziwiłłów. W XVII wieku stały się własnością Józefa Karola Lubomirskiego, potem jego córki Marii Anny, żony Pawła Karola Sanguszki. Po Sanguszkach właścicielami placu byli Szepetyccy, a w roku 1801, na publicznej licytacji, nabył go Beniamin Finke i ofiarował rządowi.
Do 1818 teren, na którym znajduje się plac Litewski, wykorzystywany był jako skład słomy. W 1819 roku przystąpiono do rozbiórki szpitala i kościoła bonifratrów, które zostały zbudowane w połowie XVIII wieku. W 1823 Jan Stompf dokonał gruntownej przebudowy placu oraz pałacu Poradziwiłłowskiego, który miał się stać siedzibą Komisji Województwa Lubelskiego. Powstały plac miał ok. 2 hektary i otrzymał nazwę „placu Musztry”. Na części placu urządzono skwer, a na nim, na ziemnym wzniesieniu, stanął nowy pomnik Unii Lubelskiej. Według tradycji w tym miejscu obradowała w 1569 roku szlachta polska i litewska przed zawarciem związku obu krajów. To zdarzenie upamiętniał murowany obelisk, który uległ zniszczeniu podczas rozbiórki kościoła Bonifratrów. Zgodę na wystawienie nowego pomnika uzyskał w 1826 u władz carskich ks. Stanisław Staszic. Klasycystyczną płaskorzeźbę przedstawiającą Polskę i Litwę zaprojektował Paweł Maliński. Sam obelisk został odlany z żelaza.
Później, w latach 1873–1876, na placu, w miejscu obecnej fontanny, władze carskie nakazały wystawić cerkiew pw. Podwyższenia św. Krzyża. Budowla ta, obca architektonicznie w krajobrazie Lublina, otrzymała pięciokopułowy korpus główny oraz wysoką wieżę, na której umieszczono dzwon z rozebranego w 1852 roku kościoła św. Michała. Po zajęciu Lublina przez Austriaków cerkiew zaadaptowano na kościół garnizonowy, a budynki wokół placu stały się siedzibą władz Generalnego Gubernatorstwa. W roku 1916, w ramach upamiętnienia 125. rocznicy uchwalenia Konstytucji 3 maja, na placu umieszczono kamień z adnotacją o uroczystościach.
Około roku 1880 na pamiątkę powstania styczniowego na placu posadzono „drzewo wolności” – topolę czarną, nazwaną później „baobabem”.

### 1918–1989
Na placu Litewskim i wokół niego rozegrały się w roku 1918 wydarzenia związane z przejmowaniem władzy od Austriaków i tworzeniem się Tymczasowego Rządu Ludowego Republiki Polskiej. Do 2 listopada pałac Poradziwiłłowski przy placu Litewskim był rezydencją gubernatora, a 7 listopada stał się siedzibą gabinetu Ignacego Daszyńskiego i odbyło się w nim pierwsze posiedzenie rządu. Gmach dawnego Banku Państwa, w którym mieścił się klub oficerski, stał się miejscem zebrań oficerów, zapadały tam decyzje dotyczące przejmowania władzy od okupanta. W nocy z 6 na 7 listopada, w budynku nieistniejącego obecnie hotelu „Wiktoria”, działacze Polskiej Organizacji Wojskowej internowali oficerów związanych z Radą Regencyjną Królestwa Polskiego, a po przeciwnej stronie placu, przy ul. Niecałej – Juliusza Zdanowskiego – komisarza Rady Regencyjnej w Lublinie.
W 1925 roku rozebrano sobór prawosławny. W czasach II Rzeczypospolitej plac nosił obecną nazwę. W czasach okupacji nazwę placu zmieniono na „Adolf Hitler-Platz”, a po II wojnie światowej powrócono do nazwy „plac Litewski”. W 1945 r. zbudowano Pomnik Wdzięczności Armii Radzieckiej, przedstawiający żołnierza z rozwianą chorągwią. W latach 50., po śmierci Stalina, plac nosił nazwę „plac Józefa Stalina”. W 1974 wmurowano płytę Nieznanego Żołnierza, a w 1981 wzniesiono pomnik upamiętniający 190. rocznicę Konstytucji 3 maja.

## Od 1989

### 1989–2010
Do 2009 roku plac przeszedł jedynie kosmetyczne zmiany, szacowane na 850 tys. zł. W 1990 „baobab” zyskał status pomnika przyrody. W latach 90. zdemontowano Pomnik Wdzięczności Armii Radzieckiej. W 2001 odsłonięto pomnik marszałka Piłsudskiego. Na początku XXI w. „baobab” zaczął zamierać.

### Od 2010
W lipcu 2010 władze Lublina ogłosiły konkurs na rewitalizację placu Litewskiego. Plany przebudowy bazowały na założeniu, że plac ma być przestrzenią głównie dla pieszych. Według tego planu deptak na Krakowskim Przedmieściu miał być przedłużony do ul. Kołłątaja, a ulica przy hotelu Europa zamknięta. Brano pod uwagę możliwość wykorzystania budynków Uniwersytetu Marii Curie-Skłodowskiej na cele publiczne i przeniesienia zlokalizowanej tam stacji meteorologicznej.
W 2013 roku przyjęto koncepcję przebudowy uwzględniającą plany opracowane 3 lata wcześniej. Przewidywano, że inwestycja zostanie ukończona w 2014 i wyniesie ok. 30 mln zł. Terminy uległy przesunięciu. Plany z października 2014 określały termin rozpoczęcia przebudowy na wiosnę 2015, koszty szacowano na 62 mln zł. Przetarg ogłoszono rok później, a termin wykonania inwestycji wyznaczono na wiosnę 2017 r.
W kwietniu 2016 roku rozpoczęto przebudowę placu. Podstawowym założeniem było przedłużenie deptaka do skrzyżowania z ul. Kołłątaja (likwidacja ruchu kołowego na tym odcinku). W trakcie prac zabezpieczono fundamenty soboru i odkryto pozostałości dawnych traktów oraz budynków. Zachowano układ przestrzenny placu. Odtworzono historyczny trakt prowadzący w kierunku Wieniawy. Zmiany dotyczyły nawierzchni, układu terenów zielonych i nasadzeń, fontanny, iluminacji budynków okalających plac i pomników. Zlikwidowano starą fontannę i zbudowano nowe, w tym kompleks urządzeń wodnych, z pięciometrową groblą i najnowocześniejszym w Europie systemem sterowania pięcioma funkcjami (woda, światło, dźwięk, lasery i obraz wyświetlany na fasadzie budynku poczty). Zrewitalizowano place im. Mieczysława Alberta Krąpca i Józefa Czechowicza. Przebudowany plac Litewski udostępniono w czerwcu 2017.
W 2017, po odłamaniu się konaru „baobabu”, podjęto decyzję o usunięciu drzewa.